# Bành Lệ Viện
Bành Lệ Viện (giản thể: 彭丽媛; phồn thể: 彭麗媛; bính âm: Péng Lìyuán; sinh ngày 20 tháng 11 năm 1962) là ca sĩ dân gian đương đại nổi tiếng Trung Quốc, phu nhân của Tổng Bí thư Đảng Cộng sản Trung Quốc Tập Cận Bình, giữ danh hiệu Đệ Nhất Phu nhân Cộng hòa Nhân dân Trung Hoa. Năm 2014, bà được ghi nhận là một trong 100 phụ nữ quyền lực nhất Thế giới do tạp chí Forbes bầu chọn.
Bà hiện đang giữ chức Viện trưởng Viện Nghệ thuật quân giải phóng nhân dân Trung Hoa, mang hàm Thiếu tướng Quân Giải phóng Nhân dân Trung Quốc.